# Confederación de Empresarios de la Provincia de Cádiz
La Confederación de Empresarios de la Provincia de Cádiz (CEC) es una organización empresarial, sin ánimo de lucro y adscrita a la Confederación de Empresarios de Andalucía, que tiene como fines la defensa de los intereses empresariales, el fomento de la actividad económica y el compromiso con el desarrollo socioeconómico de la provincia de Cádiz. Engloba a 150 asociaciones y más de 18.000 empresas gaditanas.
Fue constituida en 1978 para la coordinación, representación, gestión, fomento y defensa de los intereses empresariales gaditanos, estando legitimada por los artículos 7 de la Constitución Española y 10.3.20, 26.2, 37.12 y 159 del Estatuto de Autonomía de la Comunidad Autónoma de Andalucía.

## Funciones y objetivos
Actualmente presidido por Javier Sánchez, la confederación se presenta como el interlocutor válido entre los empresarios de la provincia gaditana y las instituciones públicas y privadas del ámbito local, autonómico -aquí asociado a la Confederación de Empresarios de Andalucía- y nacional. Pero también lucha por el posicionamiento de la provincia de Cádiz como receptora de inversiones internacionales. Así como colaborar para el fortalecimiento del tejido empresarial y la llegada de nuevos emprendedores, apoyándolos con medidas que incentiven la creación de empleo en una provincia tradicionalmente exportadora de mano de obra.
Los objetivos de la Confederación de Empresarios de la Provincia de Cádiz es esa acercarse al empresario para ayudar, asesorar y defender sus intereses, globales o sectoriales. Para alcanzar esos objetivos, la CEC ofrece a sus asociados la prestación de diversos servicios a través de los distintos departamentos en los que se estructura:
- Servicios Empresariales
- Departamento de Administración
- Departamento Económico, Fiscal y Financiero
- Departamento Jurídico Laboral
- Departamento de Comunicación
- Departamento de Formación
- Unidad de Orientación e Inserción Profesional
- Red de Servicios Avanzados a las empresas
- Gabinete de Asesoramiento Tecnológico
- Unidad Medioambiental
- Unidad de Financiación y Creación de Empresa.